# آلترنالیون
آلترنالیون (به انگلیسی: Alternariol) با فرمول شیمیایی C۱۴H۱۰O۵ یک ترکیب شیمیایی با شناسه پاب‌کم ۵۳۵۹۴۸۵ است. که جرم مولی آن ۲۵۸٫۲۲۶ g/mol می‌باشد. 